# 短吻藍鯛
短吻藍鯛（學名：Azurina brevirostris），是輻鰭魚綱鱸形目雀鯛科藍鯛屬的其中一種，分布於西太平洋區，從馬紹爾群島向南至斐濟海域，深度42至120公尺，本魚體呈卵圓形且側扁，體色淡紫色，腹部灰白色，從後頸到上尾部的魚鱗帶有金色邊緣，魚鰭薄膜淡紫色或半透明的藍色,虹膜黃色，背鰭硬棘13枚、背鰭軟條13-14枚、臀鰭硬棘2枚、臀鰭軟條15-16枚，體長可達6.9公分，棲息在陡峭的礁坡，成小群行動，以浮游生物為食，生活習性不明。